# 新哈肯薩克 (紐約州)
新哈肯薩克（英語：New Hackensack）是位於美國紐約州達奇斯縣的普查規定居民點。

## 人口
根據2020年美國人口普查的數據，新哈肯薩克的面積為5.38平方千米，當中陸地面積為5.37平方千米，而水域面積為0.01平方千米。當地共有人口1497人，而人口密度為每平方千米278.25人。